# Rechotek
Rechotek (ang. Ribbit) – malezyjsko-amerykańsko-indyjski film animowany technologii 3D.

## Treść
Żaba imieniem Rechotek przeżywa kryzys tożsamości. Wraz ze swoją najlepszą przyjaciółką wiewiórką Sandy wyrusza w pełną przygód podróż, by odnaleźć swoje miejsce w świecie.

## Obsada (głosy)
- Sean Astin (wersja malajska: Michael Cermeno) - żaba Rechotek
- Cherami Leigh (Sylvie Santelli) - wiewiórka Sandy
- Tim Curry (Eric Bonicatto) - Terrence
- Russell Peters (Jean-Paul Szybura) - Deepak